# Berea ancoralis
Berea ancoralis är en kräftdjursart som först beskrevs av Bere 1936.  Berea ancoralis ingår i släktet Berea och familjen Chondracanthidae. Inga underarter finns listade i Catalogue of Life.